# Anna Wendzikowska
Anna Danuta Wendzikowska (née le 7 septembre 1981, en Varsovie) est une actrice, journaliste et présentatrice de télévision polonaises. Elle est correspondante de Dzień Dobry TVN.

## Biographie

### Carrière
Elle est diplômée du Gymnase et Lycée de Étienne Báthory. Elle a étudié à l'école privée d'Halina et Jan Machulski à Varsovie, au studio Lart de Cracovie. Elle a également commencé des études de journalisme à l 'Université de Varsovie, mais les a terminées à Londres, où elle est partie en 2005.
En 2007, elle est apparue dans le clip de la chanson "Kill The Pain" de Poise Rite. Elle joue dans la série télévisée M jak miłość, où elle joue le rôle de Monika.
De septembre à octobre 2011, elle a participé à la treizième édition du programme Dancing with the Stars: Taniec z gwiazdami sur TVN. Son partenaire de danse était Michał Stukan, avec qui elle a pris la dixième place.

### Vie privée
En janvier 2015, elle a donné naissance à sa fille, Kornelia. Le père de l'enfant est Patryk Ignaczak.

## Filmographie
- 2001–2002 : Lokatorzy comme Wioletta Puszczyk, Marlena
- 2002 : Nienasycenie comme Eliza
- 2003 : Show comme Monika
- 2004 : Dziki comme Kasia
- 2004 : Oficer comme prostituée (Épisode 5, non crédité)
- 2004 : Hors de portée comme Soraya
- 2004, 2007 : Kryminalni comme hôtesse, Monika
- 2005 : Pierwsza miłość comme réceptionniste (Épisode 60)
- 2005 : Klinika samotnych serc comme Kaja
- 2006 : Serce na dłoni comme Ania
- 2006 : Cold Kenya comme szatniarka
- 2008 : The Final Wait comme femme
- 2008 : The Bill comme Halina Lesnik
- 2008 : Coming Up comme mère
- 2008–2009 : Klan comme Kaja
- 2009 : Londyńczycy comme hôtesse
- 2010 : Edge comme Agata
- 2010 : Casualty comme Vita
- De 2011 : M jak miłość comme Monika
- 2014 : Paranoia (court métrage) comme sœur
- 2015 : Bangistan comme garde-frontière à l'aéroport
- 2016 : True Crimes comme journaliste interviewé